# Land Rover
Land Rover és un fabricant britànic d'automòbils amb seu a Gaydon, Regne Unit, especialitzat en vehicles amb tracció a les quatre rodes. Actualment pertany al grup industrial i automobilístic indi Tata Motors. Land Rover es va originar com un vehicle específic, el Land Rover de la sèrie, un pioner dels vehicles civils d'utilitat tot terreny posada en marxa per l'empresa Rover el 1948. Tot i això, s'ha convertit en una marca que abasta una gamma de models de tracció a les quatre rodes, inclòs el Land rover Defender, Land rover Discovery, Land rover Freelander i Land rover Range Rover. Els Land Rover es munten a Halewood i Solihull, Regne Unit, tot i que la seva recerca i el desenvolupament tenen lloc -principalment- en Gaydon. Land Rover va vendre 194.000 vehicles a tot el món el 2009. Land Rover ha tingut un seguit de nombre de propietaris en la seva història. El 1967, Rover Company es va convertir en part de Leyland Motor Corporation i el 1968, Leyland Motor Corporation es va fusionar amb British Motor Holdings, per a formar British Leyland. En la dècada de 1980, British Leyland es va trencar en marxa i el 1988, el grup Rover -incloent el Land Rover- va ser adquirit per British Aerospace. El 1994 Rover Group va ser adquirida per BMW. El 2000, el grup Rover es va trencar per BMW, i Land Rover va ser venut a Ford Motor Company, convertint-se en part del seu Premier Automotive Group. El juny de 2008, Ford va vendre dos Land Rover i Jaguar a Tata Motors.

## Història
El primer Land Rover va ser dissenyat el 1948 al Regne Unit (a l'illa d'Anglesey de la costa de Gal) per Maurice Wilks, cap de disseny en el cotxe de l'empresa britànica Rover a la seva granja en Newborough, Anglesey. El primer Land Rover prototip, més tard anomenat 'Centre Steer', va ser construït sobre un xassís de Jeep. Una característica distintiva és el seu cos, construït d'un lleuger aliatge inoxidable de propietat d'alumini i magnesi, anomenat Birmabright. Aquest material es va utilitzar a causa de l'escassetat d'acer després de la guerra i el subministrament abundant d'alumini dels avions de la postguerra. Aquesta resistència a la corrosió del metall és un dels factors que van permetre al vehicle construir la reputació de la longevitat en les condicions més dures. L'elecció inicial de color va ser dictada per subministraments militars. Els primers vehicles, com ara la Sèrie I, van ser provats en el terreny a Long Bennington i dissenyats per anar pel camp. Durant la seva propietat per part de Ford, Land Rover es va associar amb Jaguar. En molts països comparteixen una comuna de vendes i xarxa de distribució (incloent-hi els concessionaris compartits), i alguns models dels components compartits i centres de producció.
L'11 de juny de 2007, Ford Motor Company anunciar el seu pla de vendre Land Rover, juntament amb Jaguar. Ford va contractar els serveis de Goldman Sachs, Morgan Stanley i HSBC perquè l'assessorin sobre els detalls de l'acord. El comprador s'esperava inicialment que s'anunciarà al setembre de 2007, però la venda es va retardar i un anunci no es va fer fins a març de 2008. Una firma de capital privat amb seu al Regne Unit, Alchemy Partners, Tata Motors i Mahindra i Mahindra (ambdues de l'Índia) van expressar el seu interès en la compra de Jaguar i Land Rover de Ford Motor Company. Abans que la venda s'anunciès, l'Anthony Bamford, president de British JCB fabricant d'excavadores, havia expressat el seu interès en la compra de Jaguar Cars a l'agost de l'any anterior; però quan es va assabentar que la venda també implicaria Land Rover, es va fer enrere en la compra Tata Motors, rebent el suport dels Transports i la Unió General de Treballadors (TGWU)-Amicus. El 26 de març de 2008, Ford va anunciar que havia acordat vendre les seves operacions de Jaguar i Land Rover a Tata Motors, i que la venda s'esperava que estigués acabada a finals del segon trimestre del 2008. El 26 de març de 2008, Ford va anunciar que havia acordat vendre les seves operacions de Jaguar i Land Rover a Tata Motors, i que la venda s'esperava que estigués acabada a finals del segon trimestre del 2008. El 2 de juny de 2008, la venda a Tata Motors va ser completada: ambdues parts incloïen en l'acord els drets a altres marques britàniques. Daimler era pròpia de Jaguar, així com dues marques latents Lanchester i Rover. BMW i Ford havien mantingut prèviament propietat de la marca Rover per protegir la integritat de la marca Land Rover, amb la qual 'Rover' podria ser confós als EUA pels 4x4 del mercat. La marca Rover va ser originalment utilitzada sota llicència per MG Rover, fins que es va esfondrar el 2005, moment en el qual va ser readquirit pel llavors Ford Motor Company de propietat de Land Rover limitada.

## Línia de temps
- 1948: Land Rover ha estat dissenyat pels germans Wilks i és fabricat per la companyia de cotxes Rover.
- 1948: el Land Rover Sèrie 1 va ser llançat al Saló d'Amsterdam.
- 1958: Sèrie II va posar en marxa.
- 1961: Sèrie II va començar la seva producció.
- 1967: Rover es converteix en part de Leyland Motors Ltd, posteriorment British Leyland (BL), com Rover Triumph.
- 1970: Introducció de la Range Rover.
- 1971: Sèrie III va posar en marxa.
- 1975: s'enfonsa BL. Land Rover es va separar de Rover i ser tractada com una empresa independent dins BL i es converteix en part de la divisió de vehicles comercials nous, anomenat el Land Rover Leyland Group.
- 1976: Una milionèsima de Land Rover surt de la línia de producció.
- 1978: Land Rover Limitada formada com una filial separada de British Leyland [17].
- 1980: la producció de cotxes Rover a Solihull acaba amb el trasllat de la producció a SD1 Cowley, Oxford; Solihull ara exclusivament per a la fabricació de terres Rover. De 5 portes Range Rover presentar.
- 1983: Land Rover 90 (noranta) / 110 (Un-Deu) / 127 (nom Defensor el 1990) va introduir.
- 1986: plc BL és Rover Group plc; Projecte Crida començat.
- 1988: Rover Group es privatitza i es converteix en part de British Aerospace, i ara es coneix simplement com Rover.
- 1987: Range Rover s'introdueix en el mercat dels EUA 16 de març.
- 1989: Introducció del Descobriment.
- 1994: Rover Group és adquirida per BMW. Introducció de la segona generació de Range Rover. (El Range Rover original va ser continuat en 'Rang Clàssic Rover' de la ruta fins a 1995.)
- 1997: Land Rover presenta l'especial de Discovery Edition XD AA amb pintura groga, tènue rodes, bastidors SD tipus de sostre, i unes quantes altres millores fora de la carretera directament des de la fàbrica. Produït només per al mercat d'Amèrica del Nord, la Divisió de Vehicles Especials de Land Rover va crear només 250 d'ells de color groc brillant SUV. Oficial formació del Camel Trophy Club de Propietaris per la co-fundadors Neil Browne, Giamarellos Pantelis i sweets Pere.
- 1997: Introducció del Freelander.
- 1998: Introducció de la segona generació del Discovery.
- 2000: BMW trenca el Grup Rover i ven Land Rover a Ford.
- 2002: Introducció de la tercera generació del Range Rover.
- 2005: Rover "fundador" de Land Rover, s'enfonsa sota la propietat de MG Rover Group.
- 2004: Introducció de la Discovery/LR3 de tercera generació.
- 2005: Introducció de la Range Rover Sport.
- 2005: Aprovació del Jaguar AJ-V8 de motor per substituir el M62 V8 de BMW en el Range Rover.
- 2006: Anunci d'un nou motor dièsel de 2.4 litres, caixa de canvis de 6 velocitats, tauler i cap endavant en seients davanters per Defensar. Introducció de la segona generació del Freelander (Freelander 2). Ford adquireix la marca Rover de BMW, que prèviament la llicència del seu ús a MG Rover Group.
- 8 maig 2007: 4.000.000 º Land Rover surt de la línia de producció, un Discovery 3 (LR3), va donar a la Fundació Born Free.
- 12 de juny de 2007: Anunci de la Ford Motor Company que planeja vendre Land Rover i Jaguar Cars.
- Agost 2007:. Índia Tata Motors i Mahindra i Mahindra, així com els patrocinadors financers de Cerberus Capital Management, TPG Capital i Apollo Management expressar el seu interès en la compra de Jaguar Cars i Land Rover de Ford Motor Company [19].
- 26 de març de 2008: Ford va acordar vendre les seves operacions de Jaguar i Land Rover a Tata Motors [5].
- 02 de juny 2008:. Tata Motors va finalitzar la seva adquisició de Jaguar i Land Rover de Ford.

Land Rover es fabrica principalment a la planta de Solihull, prop de Birmingham, però la producció de la "Freelander" (2) es va traslladar a la fàbrica d'automòbils Jaguar en Halewood, prop de Liverpool, una antiga fàbrica de cotxes Ford. Defensar els models estan muntats sota llicència a diversos llocs arreu del món, entre ells Espanya (Santana Motor), Iran (Pazhan Morattab), Brasil (Karmann) i Turquia (Otokar). [20] L'ex-BL / Rover té el centre tècnic del Grup de Gaydon, a Warwickshire, que és la llar de la seu corporativa i de R + D.
Al maig de 2010, Tata Motors va anunciar que planeja construir Land Rover (així com els cotxes Jaguar) a la Xina, la companyia busca reduir costos i augmentar les vendes. Tata també tancarà una de les dues instal·lacions a Anglaterra (Castell Bromwich, on el Jaguar XJ i XK cotxes s'assemblen, i Solihull, on es construeixen els Land Rover) per consolidar la producció en una instal·lació més eficient.

## Models

### Històrics
- Sèries I, II i III - l'original 4×4.
- Range Rover Classic - el Range Rover original, produït des del 1970-1996.

### Actuals
2008 Regne Unit, Land Rover.
| Model               | Tipus                     |
| ------------------- | ------------------------- |
| Land Rover Defender | Light Utility 4×4 vehicle |
| Freelander 2        | Compact 4×4               |
| Discovery 4         | Mid-size 4×4              |
| Range Rover         | Full-size 4×4             |
| Range Rover Sport   | Full-size 4×4             |

2010 EUA, Land Rover.
| Model             | Tipus         |
| ----------------- | ------------- |
| Land Rover LR2    | Compact SUV   |
| Land Rover LR4    | Mid-size SUV  |
| Range Rover       | Full-size SUV |
| Range Rover Sport | Full-size SUV |

El 2004 a North American International Auto Show, Land Rover presenta el seu primer concepte, el Range Stormer (Gritzinger, 2004).

### Militar
Els models desenvolupats per al Ministeri de Defensa britànic:
- 101 Forward Control - també conegut com el "Land Rover d'una tona".
- 1 / 2 tona lleuger - airport de curta distància entre eixos militars de la 2a sèrie.
- Land Rover Wolf - un millorat Defensor Militar.
- Snatch Land Rover - Land Rover amb el cos compost de blindats al Regne Unit les Forces Armades de servei ambulància.
- 109 Sèrie II bis i III (cos d'Agutzils de Cambridge).
- Range Rover '6 x6 'Foc Appliance (conversió de Carmichael i Fills de Worcester) per al seu ús aeròdrom de la RAF.
- 130 Defensor ambulància.
- 'Crida' prototips per 101 reemplaçament.

### Motors
Durant la història, els Land Rover han estat equipats amb diferents motors.
- L'entrada per damunt del d'escapament dels motors de benzina ("semi-lateral de la vàlvula"), en ambdues variants de quatre i sis cilindres, que es van utilitzar primer per al Land Rover el 1948, i que van tenir el seu origen en la pre-guerra de cotxes Rover. La cilindrada dels primers models és 1600cc.

- Els motors de quatre cilindres i vàlvules al capdavant, tant els de gasolina com els de gasoil, que van aparèixer per primera vegada (en forma de gasoil) el 1957, a l'extrem final de la Sèrie Un de producció, i van evolucionar al llarg dels anys per al turbodièsel TDI 300, que segueix estant avui dia en la producció d'alguns mercats a l'estranger.

- El Buick d'origen Rover V8 d'alumini del motor.

- 1997 cc de gasolina, d'entrada, sobre els gasos d'escapament: el motor de la sèrie I, prorrogats per als primers mesos de producció en sèrie II.

- 2.052 cc Diesel, vàlvules al capdavant: primer motor dièsel de Land Rover, i un dels motors dièsel de primer a petita escala d'alta velocitat produïda al Regne Unit. Pel que sembla, el 1957 va ser utilitzat en la producció de la sèrie II fins al 1961. Sembla gairebé idèntica a la del motor 2286 cc, però tenen moltes diferències internes. Es produeix en 51 CV (38 kW).

- 2286 cc benzina, vàlvules en cap, 3 sent inestable:

- 2.286 cc Diesel, vàlvules al capdavant, 3 tenint maneta: va aparèixer el 1961 juntament amb el nou disseny de motor de gasolina de 2.286 cc al començament de la producció en sèrie II, i va compartir el seu bloc de cilindres i altres components. Es produeix 62 CV (46 kW).

- 2625 cc de gasolina, d'entrada, sobre els gasos d'escapament: presa de la gamma de berlines Rover, en resposta a les demandes de mitjans dels anys seixanta. Té usuaris Rover per obtenir més potència i parell motor.

- 2286 cc de gasolina / dièsel, despeses generals 11j tipus de vàlvula: 5 tenint inestable: El 1980, Land Rover per fi va fer alguna cosa pels fracassos que hi havia en els seus quatre cilindres de 22 anys. Aquests motors es va perllongar més enllà del final de Sèrie III de producció i en els dos primers anys de la nova Noranta-Un Deu rangs.

- 3528 cc V8 de gasolina: L'ex-Buick tots els motors V8 d'aliatge va aparèixer en el dret de Range Rover des de l'inici de la producció el 1970, però no va fer el seu camí cap als vehicles utilitaris de la companyia fins al 1979.

- Vàlvula de 2.495 cc de gasolina, les despeses generals: el desenvolupament final de la gasolina de Land Rover OHV 'quatre', amb seients de vàlvula endurits que permet l'execució de sense plom (o GLP).

- 2495 cc dièsel, vàlvules al capdavant, 12j tipus: Land Rover reelaborat el vell 'dos i quart "dièsel dels anys vuitanta. La bomba d'injecció va ser expulsat d'una corretja dentada a la part davantera del motor (juntament amb l'arbre de lleves), un canvi en comparació amb els motors dièsel més vells.

- 2495 turbodièsel cc, vàlvules al capdavant, 19J tipus.

- 2495 turbodièsel cc, vàlvules al capdavant, i 200TDi 300TDi: s'utilitza en el Defensar i Discovery des de 1990. El bloc de cilindres és similar a la del motor anterior, encara que internament està reforçat amb un bastidor en escala d'alumini cargolat a les tapes dels coixinets, però el cap del cilindre era totalment nou i es va utilitzar un sistema d'injecció directa de combustible.

- 2495 turbodièsel cc, 5 cilindres, TD5: un motor totalment nou per a la segona generació del Discovery, que també va trobar el seu camí en el Defensor. El TD5 funcions de control electrònic del sistema d'injecció de combustible (amb una unitat de control sota el seient del conductor), "drive by wire 'de l'accelerador i altres millores, totes elles dirigides a minimitzar les emissions d'escapament.

- El Freelander estava disponible amb diversos motors Rover sèrie K.

## Vehicles elèctrics
Integrat elèctric de l'eix posterior Drive (Erades), conegut com a tecnologia d'e-terreny, permetrà que el vehicle es mogui fora sense arrencar el motor, així com el subministrament d'energia addicional en terrenys difícils. Land Rover Diesel Erades híbrid va ser desenvolupat com a part d'un projecte de diversos milions de lliures amb el suport de l'Energia del Govern britànic Saving Trust, sota la investigació de baixes emissions de carboni i el programa de desenvolupament. Erades programa forma part d'una àmplia gamma de programes d'enginyeria enfocats a la sostenibilitat que Land Rover està duent a terme, reunits per la companyia amb el nom col·lectiu i TERRENY tecnologies.
Land Rover ha presentat al Saló de l'Automòbil de Londres, el 2008, el seu nou híbrid Erades dièsel-elèctrica en un parell de Freelander 2 (LR2) prototips. El nou sistema híbrid està dissenyat com un sistema escalable i modular, que es pot aplicar en una varietat de models Land Rover i trens de potència.
Land Rover LRX va donar a conèixer el concepte híbrid en el North American International Auto Show a Detroit, perquè pogués entrar en producció. Un Erades permetrà al cotxe funcionar amb corrent elèctric a velocitats inferiors a 20 mph (32 km / h).

## Habilitats
L'ús de Land Rover pels britànics i els militars de la Commonwealth, així com en projectes a llarg termini civils i expedicions, es deu principalment al desenvolupament de la marca fora de la carretera. Per exemple, la versió curta distància entre eixos de la Land Rover Defender és capaç de fer front a un gradient de 45 graus, un angle d'aproximació de fins a 50 graus, un angle de sortida de 53 graus i una rampa de ruptura de fins a més de 25 graus. Una característica de tots els productes Land Rover ha estat el seu eix d'articulació (el grau en què les rodes han recorregut vertical, de manera que els permet mantenir el contacte amb el terra sobre superfícies irregulars), que és actualment de 7 polzades (178 mm) en l'eix davanter i 25/08 polzades (210 mm) a la part del darrere dels models bàsics de Defensor.
Durant el desenvolupament de més cotxes, a banda dels models orientats a la carretera durant anys, Land Rover, apareixen mercats de tots els seus vehicles fora de carretera, com el Range Rover, que està equipat amb una caixa transfer de dues velocitats i suspensió de llarg recorregut, així com una sèrie d'ajudes electrònique,s com el sistema de Land Rover "Terrain Response" i control de tracció. La transmissió i l'estructura és capaç de off-road en totes les condicions, així com una càrrega de remolc de fins a 4 tones.
Presa de força (PTO) va ser part integral del concepte de Land Rover des del 1948, que permet a la maquinària agrícola i molts altres articles ser executada amb el vehicle parat. L'informe de 1949 per l'Institut Nacional Britànic d'Enginyeria Agrícola i els escocesos de l'Estació d'Assaigs de Maquinària van descriure que "la presa de força és impulsada a través d'un eix de l'hèlix d'Hardy-Spicer de la sortida de caixa de transmissió principal i de dos pinyons intercanviables. La caixa de canvis és la presa de força cargolada al xassís del posterior travesser i en un 8 per 8 polzades (200 × 200 mm), la politja és impulsada des de la presa de força a través de dues engranatges cònics, i pot ser cargolat a la caixa de canvis de presa de força". PTO es va mantenir en opcions regulars en la sèrie I, II i III de Land Rover fins a la desaparició de la sèrie Rover Land el 1985. Una presa de força agrícoles en un defensor és possible amb un ordre especial.
Land Rover (la sèrie i models Defeder) estan disponibles en una varietat d'estils de carrosseria, van d'un simple llenç cobert camioneta pick-up a una de 12 places totalment retallat camioneta. Els dos Land Rover, fora dels contractistes interns, han ofert conversions i adaptacions al vehicle de base, com ara camions de bombers, excavadores, plataformes hidràuliques "selector de cirera», ambulàncies, llevaneus, i les versions de 6 rodes motrius, així com un d'especial construït que inclou amfibis Land Rover i vehicles equipats amb pistes, en lloc de rodes.

### Expedició ús
Avui el model Land Rover Defender té una capacitat de càrrega d'1 tona, i és un vehicle d'expedició independent. La combinació única del Defensor del consum de combustible econòmic i la càrrega útil genersa vol dir que, mentre que els vehicles comparables (Mercedes G Wagon, Unimog Mercedes, Land Cruiser, Jeep, etc.) de vegades coincideixen amb el Defender en la conducció off-road, l'avantatge dels defensors de càrrega permet una major independència dels punts d'abastiment de combustible i aigua. Per exemple, amb un conductor, un passatger, i els subministraments d'aliments i peces de vestir, una població de Turbo Diesel Defensar 110 té la capacitat de càrrega útil i el consum de combustible perquè pugui dur 30 bidons de combustible i aigua, i aconseguir un tot terreny en un camp de pràctiques de més de 4.000 quilòmetres (2.500 milles) amb una durada de 10 dies.

### Ús militar
Diversos models Land Rover s'han utilitzat en una capacitat militar, en particular per l'exèrcit britànic. Les modificacions poden incloure militars "apagada" s'encén, la suspensió de treball pesat, frens millorats, 24 volts d'electricitat, llums de comboi, la supressió electrònica del sistema d'encesa, cortines i muntatges d'equips especials i armes petites. Delicats models militars han estat produïts, com el control de 101 Forward, on l'aire-portàtils és de 1.2 tones de pes lleuger. Els usos militars inclouen els vehicles utilitaris lleugers, plataforma de comunicacions, plataforma d'armes per als rifles sense retrocés, antitancs (per exemple, TOW) / Superfície-Aire armes ormachine armes guiades, ambulàncies i tallers. El descobriment també s'ha utilitzat en petites quantitats, sobretot com a vehicles d'enllaç.
Dos models que han estat dissenyats per a ús militar des de la base són els 101 Forward Control, de la dècada de 1970, i el lleuger o Airport, de la dècada de 1960. Aquest últim estava destinat a ser transportat en un helicòpter. La Real Força Aèria de Rescat de Muntanya de servei (RAFMRS) equips van ser els primers usuaris a finals de 1950 i començaments de 1960, i els seus combois de vehicles Land Rover i grans camions militars són una vista sovint en les zones de muntanya del Regne Unit. Originalment, en RAFMRS Land Rover hi havia cossos blaus i brillants tapes grogues, que feien que es veiés millor des de dalt. El 1981, l'esquema de color va ser canviat a verd amb ratlles grogues. Més recentment, els vehicles han estat pintats de blanc, i s'emeten amb accessoris similars als equips civils de rescat de muntanya del Regne Unit.
Una adaptació de Land Rover per a fins militars és el model de la "Pantera Rosa". Aproximadament 100 series II van ser adaptats per utilitzar el reconeixement de les forces d'operacions especials britàniques SAS. Es feien per a l'ús del desert, ja que van ser pintades sovint de color rosa (d'aquí el nom). Els vehicles van ser equipats amb els altres equips: una brúixola solar, metralladores, tancs de combustible i l'evacuació de fum. Adaptacions similars es van fer més tard a IIIS Sèries i 90/110/Defenders. El 75è Regiment Ranger l'Exèrcit dels Estats Units també adaptà dotze versions del Land Rover que van ser designats oficialment com a RSOV (Ranger Especial d'Operacions de vehicles).
La transformació més radical d'un Land Rover amb finalitats militars va ser el semioruga Centaure. Es basava en una sèrie III amb un motor V8 i una transmissió per corretja reduïda des del tanc de la llum Alvis Scorpion. Un petit nombre va ser fabricat i va ser utilitzat per Ghana, entre d'altres.
El Land Rover és utilitzat per les forces militars a tot el món. Cada vegada es va completant més i, fins i tot, es va substituint per vehicles més grans. Per exemple, el Pinzgau, que ara es construeixen al Regne Unit, és cada vegada més comú en els rols, però prèviament era la reserva de la Land Rover Defensar, com ara ambulàncies, tractors d'artilleria i les plataformes d'armes. Això es deu principalment a les exigències dels vehicles moderns de lluita contra la guerra d'avui dia, que acostumen a ser necessaris per dur a equips molt més en forma d'armament, equip de comunicacions i armes. Un "suau" 4x4, lleugers com el tradicional Land Rover, simplement no té la capacitat de càrrega o la força d'un vehicle més gran de servei mitjà com el Pinzgau. Fins i tot, l'actual generació de Land Rover utilitzat per l'exèrcit britànic, l'arrabassament 2, s'ha actualitzat i reforçat en el xassís i la suspensió, respecte als vehicles civils d'especificació. També hi ha el Land Rover WMIK (arma muntada kit d'instal·lació) utilitzat per l'exèrcit britànic. El WMIK consisteix en un conductor, una arma aixecada, en general una pistola Browning de maquinària pesant o una metralladora magrana, que utilitza com a suport el terra, i un GPMG (artiller de màquina de propòsit general), situat al costat del conductor, que s'utilitza per a la protecció del vehicle.

### En la competició
Molts dels Land Rover modificats han competit al Rally París Dakar i han guanyat el 4x4 Macmillan, al Regne Unit, gairebé cada any. A més, ha estat el vehicle utilitzat per al Camel Trophy i més recentment, en l'Odissea de conducció al voltant de la sèrie expedició Mundial com a part d'un acord de patrocini. Ara, Land Rover G4 Challenge té la seva pròpia.

## Seguretat
Hi ha estadístiques d'accidents a la base de models del Departament de Transport del Regne Unit per mostrar el resultat que el Land Rover Defensar és un dels cotxes més segurs a les carreteres britàniques, mesurat en termes de probabilitat de mort en dos accidents de trànsit. [30] Les xifres, que es van basar en dades recollides per les forces policials com a conseqüència d'accidents entre 2000 i 2004 a Gran Bretanya, va mostrar que els conductors del Defensar tenien un 1% de probabilitat de morir o ser ferit de gravetat i un 33% de possibilitats de patir qualsevol tipus de lesió. Altres vehicles de quatre rodes motrius van anotar igualment, altament o col·lectivament, que aquests vehicles eren molt més segurs que els d'altres classes, com ara els turismes i monovolums. Les xifres de reconèixer que els conductors de vehicles de gran massa estan més segurs -sovint a costa d'altres conductors- xoquen amb els automòbils més petits.

## Bicicletes
El 1995, Land Rover va fer seva la producció d'una bicicleta feta a mà amb el seu logotip. La bicicleta va ser anomenada el Land Rover APB i va ser fabricada per Pashley Cycles, de Stratford-upon-Avon, que és la versió plegable del seu Moulton, disseny d'APB (All Purpose bicicletes), model d'enllaç amb els principals suspensió davantera amb amortidor regulable i els accidents cerebrovasculars. Estava disponible en or groc amb lletres verdes, o British Racing Green, i amb l'esquema de les lletres de color groc. Hi va haver dos models més immediatament després de la Land Rover XCB V-20 i van ser dirigits, principalment, als conductors més joves (nens); el Land Rover XCB D-26, també disponible a la M26, és una de les primeres bicicletes amb frens de llanda que ofereix hidràulica suspensió davantera i suspensió tija del selló.
El juny de 2004, Land Rover va llançar una àmplia gamma de models de 25 bicicletes per complementar la gamma d'automòbils. Les tres gammes principals són el 'Discovery' el 'Defensar' i la 'Freelander. Cada gamma té els seus diferents atributs. El 'Discovery' és una bicicleta tot terreny i s'adapta a una barreja de diferents terrenys. La gamma 'Defensar' és més adequada per terreny accidentat i activitats en el terreny, mentre que la "Freelander" ha estat dissenyada per a un estil de vida urbà. Totes les bicicletes estan fetes d'alumini lleuger i el cost és de £ 200 - £ 900.